# Talvi-Marttajärvi
Talvi-Marttajärvi och Kesä-Marttajärvi, eller Marttajärvet är sjöar i Finland. De ligger i kommunen Muonio i landskapet Lappland, i den norra delen av landet, 900 km norr om huvudstaden Helsingfors. Marttajärvet ligger 239 meter över havet. Arean är 30,6 hektar och strandlinjen är 2,35 kilometer lång. Sjön  ingår i Torne älvs huvudavrinningsområde. 